# 私を野球につれてって (映画)
『私を野球につれてって』（英：Take Me Out to the Ball Game）は、1949年のアメリカ合衆国のミュージカル映画である。93分、テクニカラー、スタンダードサイズ（1.37:1）。主演：ジーン・ケリーとフランク・シナトラ。
タイトルと題材は、アメリカにおける野球についての愛唱歌『私を野球に連れてって』（Take Me Out to the Ball Game）に由来する。
映画はイギリスでも公開され好評を受けた。日本では劇場未公開で、のちに家庭用ビデオグラムとしてパブリックドメインDVDが発売された。その際、販売元ごとに邦題の表記ゆれが生じた。本項目名は2001年発売のワーナー・ホーム・ビデオ版（DL65119）に基づくが、オルスタック版（2005年 PBDS-0001）では『私を野球に連れてって!』、ファーストトレーディング版（2006年 FRT-091）では『私を野球に連れてって』のタイトル表記で販売されている。

## ストーリー
『私を野球に連れてって』が作られた1908年。架空のプロ野球チーム「ウルブズ」の選手、エディ・オブライエン（ジーン・ケリー）とデニス・ライアン（フランク・シナトラ）の2人は、シーズンオフの間は舞台芸人でもある。
チームに新しい女性オーナー、K.C.ヒギンズ（エスター・ウィリアムズ）が来る。そのうち、デニスとエディは同時に彼女に惹かれ、2人の悩みの種が増える。また、デニスは熱烈的なファン、シャーリー・デルウイン（ベティ・ギャレット）に追い回される。
その後、彼らは、相手チームに巨額の賭け金を投じているギャングたちと戦うことになる。

## キャスト
※括弧内は日本語吹替（パブリックドメインDVDに収録）
- デニス・ライアン：フランク・シナトラ（上別府仁資）
- エディ・オブライエン：ジーン・ケリー（成田剣）
- ナット・ゴールドバーグ：ジュールス・マンシン（仲野裕）
- K.C.ヒギンズ：エスター・ウィリアムズ（安藤麻吹）
- シャーリー・デルウイン：ベティ・ギャレット（七瀬みーな）
- ジョー・ローガン：エドワード・アーノルド
- マイケル・ジルフリー：リチャード・レイン（東和良）

## スタッフ
- 監督：バスビー・バークレー

## 製作
エスター・ウィリアムズは、本作の脚本家であり振付師でもあるスターのジーン・ケリーとの映画撮影を快く過ごしていなかった。彼女の自叙伝では本作に関して「本当に惨めだった」と書かれた。ウィリアムズ自身によれば、野球チームの女性オーナー役は当初、ジュディ・ガーランドが予定されていたが、薬物乱用問題のため自身が代役となったと主張している。フランク・シナトラ演じるデニス・ライアン役も当初は実際のプロ野球選手であるレオ・ドローチャーの起用が予定されていた。
またウィリアムズは、ケリーとスタンリー・ドーネンが彼女を軽視した扱いをし、彼女の費用で悪ふざけをしたとも主張している。ジーン・ケリーが5フィート7インチであったのに対し、ウィリアムズは5フィート10インチで彼より高く、ケリーは身長差が不快だったのだとも主張している。
監督のバスビー・バークレーは当初、『水着の女王』などの「水中レビュー映画」のスターであったウィリアムズのために水中レビューシーンを計画したが、ケリーによって拒絶された。

## 評価
『私を野球につれてって』は約4,000,000ドルを稼ぎ、興業的には成功といえる成績を収めた。
おおむね肯定的な論評を受けたが、一部の評論家は「キャストに対し実力以上のよさを感じた一方で、映画は『一貫したスタイルとテンポ』が不足している」と評価した。

### 受賞歴
1950年、ハリー・トゥージェンドとジョージ・ウェルズが第2回全米脚本家組合賞の最優秀ミュージカル作品賞にノミネートされた。しかし賞は本作の4か月後に公開されたミュージカル映画『踊る大紐育』のベティ・コムデンとアドルフ・グリーンが受賞した。『踊る大紐育』は同じくメトロ・ゴールドウィン・メイヤー（MGM）製作・配給で、アーサー・フリードプロデュースであり、本作と同じくジーン・ケリー、フランク・シナトラ、ベティ・ギャレット、ジュールス・マンシンが出演している。